# Jaxa (stát)
Jaxa (čínsky 雅克薩, polsky Jaxa nebo Jaksa) byl fiktivní mikrostát v dnešní Amurské oblasti s hlavním městem Jaxa, tj. Albazinu (rusky Албазино), který měl podle tradice polských historiků, počínaje Marianem Dubieckim, existovat v letech 1660–1674. Zakladatelem a jediným vládcem tohoto údajného státního útvaru měl být Nikifor Černigovskij (zemř. 1675), údajný polský šlechtic narozený na Volyni. Fakticky Albazin založili roku 1665 ruští kozáci, lovci a rolníci, kteří odešli na Amur s úmyslem sloužit tam Rusku poté, co zavraždili vojevodu v Ilimsku. Vzápětí po založení osady navázali styk s nejbližším zástupcem ruského státu, správcem Něrčinska a podřídili se jeho správě.

## Název
Název státu se odvozuje z názvu daurského městečka Jaxa náčelníka Albazy, zničeného roku 1650 ruskou výpravou pod vedením Jerofeje Chabarova. Podle čínských pramenů se toto místo jmenovalo Ja-kche-sa (雅克萨), podle mandžuského výrazu, jenž označoval „půlkruhovou zátoku na odplaveném břehu řeky“.

## Historie Albazina
Po odchodu Chabarovova oddílu sídlo, Rusy nazvané Albazin, zůstalo opuštěné, dokud se zde roku 1665 neusadili ruští kozáci, lovci a rolníci v čele s Nikiforem Černigovským, kteří odešli na Amur po vraždě ilimského vojevody Lavrentije Obuchova. Albazinští se i nadále pokládali za ruské poddané, a už roku 1666 byli v kontaktu s nejbližším představitelem ruského státu – Larionem Tolbuzinem, který z něrčinského ostrohu spravoval Zabajkalsko, přičemž Tolbuzin je uznal za řádné představitele ruského státu na Amuru. V Albazinu ruští kozáci zavedli administrativu obvyklou v pohraničních ostrozích, vybírali od domorodců jasak a odesílali jej do Moskvy, podřizovali se něrčinským správcům. 

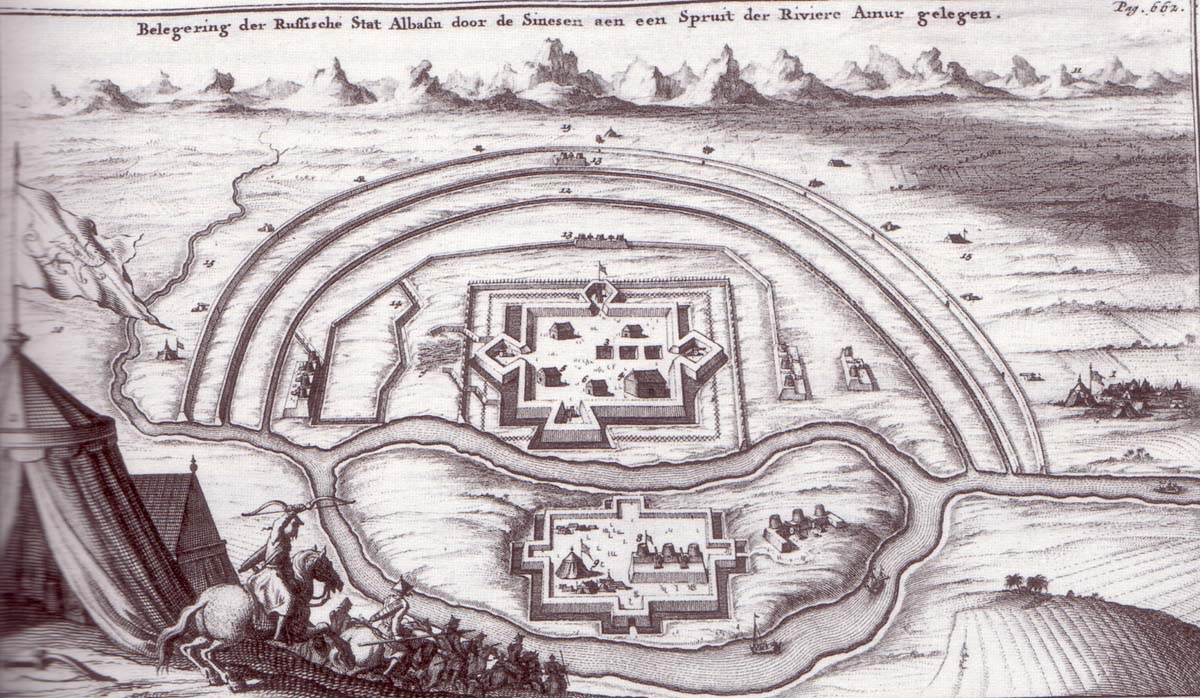
Čínská armáda obléhá Albazino roku 1685

Černigovský stál v čele Albazinu jako prikazčik (ruský nižší úřední titul) do roku 1670, kdy byl Albazinci zatčen a uvězněn v Něrčinsku pro pokus o útěk do Číny; a poté znova v letech 1673–1674 a krátce před smrtí roku 1675. Roku 1675 car Albazince omilostnil za vraždu Obuchova. Roku 1682 bylo založeno Albazinské vojevodství, které zahrnovalo Poamuří na obou březích řeky od soutoku Šilky a Arguni po Zeju. Správu vojevodství převzal Alexej Larionovič Tolbuzin. 
Roku 1685 vytáhla na Albazin čchingská armáda. Albazin se udržel pouze několik dní, pak byl dobyt a zničen. Rusové ovšem v létě 1686 Albazin obnovili. Čchingský císař Kchang-si nařídil nový útok. V květnu 1586 čchingská armáda dorazila k Albazinu, Rusové se úporně bránili, neúspěšné obléhání trvalo do poloviny roku 1687.
Po podepsání Něrčinské mírové smlouvy roku 1689, podle které oblast připadla říši Čching, Rusové Albazin vyklidili.

## Údajná historie Jaxy
V Polsku tamní historikové příběh ruských kozáků v Albazinu přetvořili dle vlastní fantazie. O Černigovském a albazinských kozácích psal v Polsku jako první Marian Dubiecki v 70. letech 19. století. Dubiecki vycházel z práce německo-ruského historika Gerharda Müllera z poloviny 18. století, ale vnesl do Černigovského příběhu vlastní osobité prvky. A sice vymyslel původ Černigovského od volyňského Žitomiru, vložil do příběhu Nikiforova otce Romana, který měl být roku 1632 vypovězen do Jenisejska se synem a dcerou. Černigovští měli inspirovat ruského průkopníka Jerofeje Chabarova k zemědělskému podnikání, vzpoura a zabití Obuchova je u Dubického přesunuta na rok 1660, čínské a mandžuské jméno Albazinu (Jaxa) prohlásil za jméno erbu Černigovských, Černigovského popsal jako nezávislého vládce, kterému vláda říše Čching posílala polsky psané listy. Zánik Jaxy vložil Dubiecki do roku 1674, kdy z rozhodnutí ruských úřadů převzal funkci prikazčika (správce) Albazinu Semjon Vešňakov místo Nikifora Černigovského.
Z Dubieckého verze vycházejí polští historikové i ve 21. století. Tak Michał Lubina přidal Černigovskému gramotnost, opakuje příběh o znásilnění (fiktivní) sestry, rozepisuje se o údajných dobrých vztazích Černigovského s Čínou. Jiný polský historik Roman Sidorski píše, že Nikifor Černigovský byl sice polský poddaný, ale (malo)ruské, nikoliv polské národnosti. Jinak opakuje Dubického verzi, s tím že zdůrazňuje dobré vztahy s domorodci „zásluhou sdílení zemědělských a řemeslných znalostí“. Navázání kontaktu s ruskou administrativou v Něrčinsku datuje do roku 1669 (Dubiecky do roku 1671) a odsouzení a omilostnění tradičně podle Müllera do roku 1672.